# Alain Bertaut
Alain Bertaut – francuski kierowca wyścigowy, dziennikarz sportowy. W latach 1970-2001 dyrektor techniczny 24-godzinnego wyścigu Le Mans.

## Kariera
W wyścigach samochodowych Bertaut poświęcił się głównie startom zaliczanym do klasyfikacji Mistrzostw Świata Samochodów Sportowych. W latach 1962-1967 Francuz pojawiał się w stawce 24-godzinnego wyścigu Le Mans. W pierwszym sezonie startów odniósł zwycięstwo w klasie E 850, a w klasyfikacji generalnej był szesnasty. W kolejnych latach nie dojeżdżał do mety.